# 에소지마역
에소지마역(일본어: 江曽島駅)은 일본 도치기현 우쓰노미야시에 있는 도부 철도 우쓰노미야 선의 역이다. 역 번호는 TN 38이다.

## 역 구조
섬식 승강장 1면 2선의 지상역에서 교상 역사를 갖는다. 엘리베이터와 에스컬레이터는 설치되지 않았다. PASMO 대응 간이 IC카드 개찰기 설치역이다.

### 승강장
| 번호 | 노선          | 방향 | 행선                 |
| ---- | ------------- | ---- | -------------------- |
| 1    | 우쓰노미야 선 | 하행 | 도부 우쓰노미야 방면 |
| 2    | 우쓰노미야 선 | 상행 | 도치기 방면          |

## 역 주변
역명의 "에소지마"는 원래 구 요코가와 마을 서부에 있던 지명으로 이 일대는 1954년의 요코카와 마을 본체의 우쓰노미야 시 편입에 앞서 1952년에 부분적으로 우쓰노미야 시로 편입된 구역이다. 현재 에소지마 주변은 요난 거리와 에소지마혼도리 등을 중심으로 주택가로 발전하고 있다.

### 니시구치
- 도치기 운수 지국
- 우쓰노미야 시 스가타가와 지구 시민 센터
- 우쓰노미야 시 미나미 소방서 요난 분소
- 우쓰노미야 시립 스가타가와 중학교
- 요난 제1공원
- 우쓰노미야 미나미 병원
- 동일본여객철도(JR 동일본) 닛코 선 쓰루타역
- 도치기 현 노동 조합 총연합

### 히가시구치
- 우쓰노미야 미나미 경찰서 미야모토초 파출소
- 우쓰노미야 시청 요난 출장소
- 우쓰노미야 시 미나미 평생 학습 센터
- 우쓰노미야 시립 요난 중학교
- 우쓰노미야 시립 요난 초등학교
  - 우쓰노미야 시 요난 지역 커뮤니티 센터
- 우쓰노미야 시립 미도리가오카 초등학교
- 요난 제2공원
- 미야와라 운동공원
  - 우쓰노미야 시영 미야하라 구장
- 우쓰노미야 시 요난 수영장
- 도치기 현 자동차학교
- 도치기 현립 암 센터
- 도치기 현립 위생 복지 대학교
- 우쓰노미야 후타바 우체국
- 우쓰노미야 에소지마 우체국
- 아피타 우쓰노미야점
- 야마다 전기 텟크랑도 우쓰노미야미나미점 - 도보 10분.

## 역사
- 1944년 7월 1일: 영업 개시.
- 1982년 6월 1일: 교상역사화.

## 사진

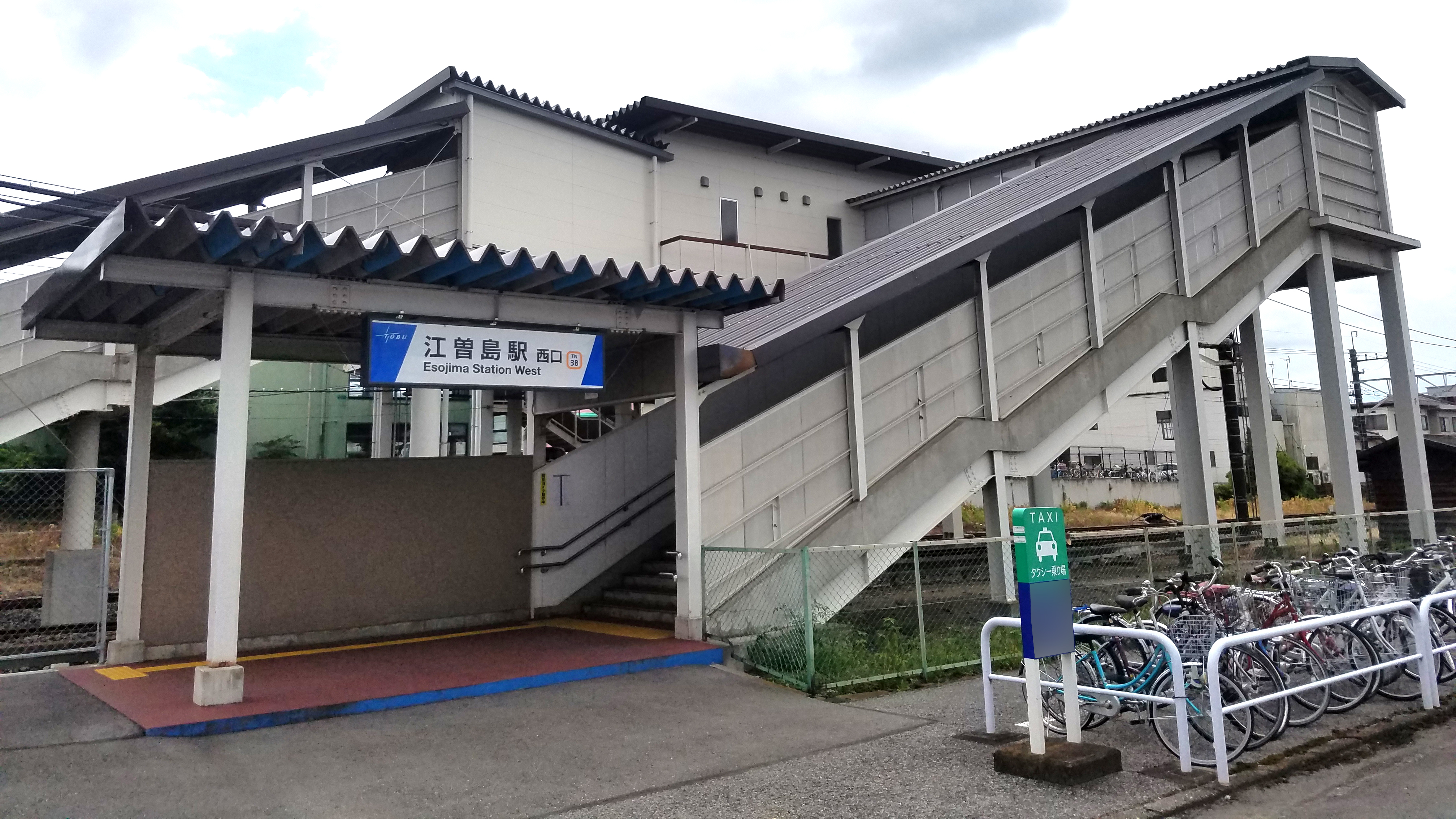
서쪽 출입구(2021년 8월)
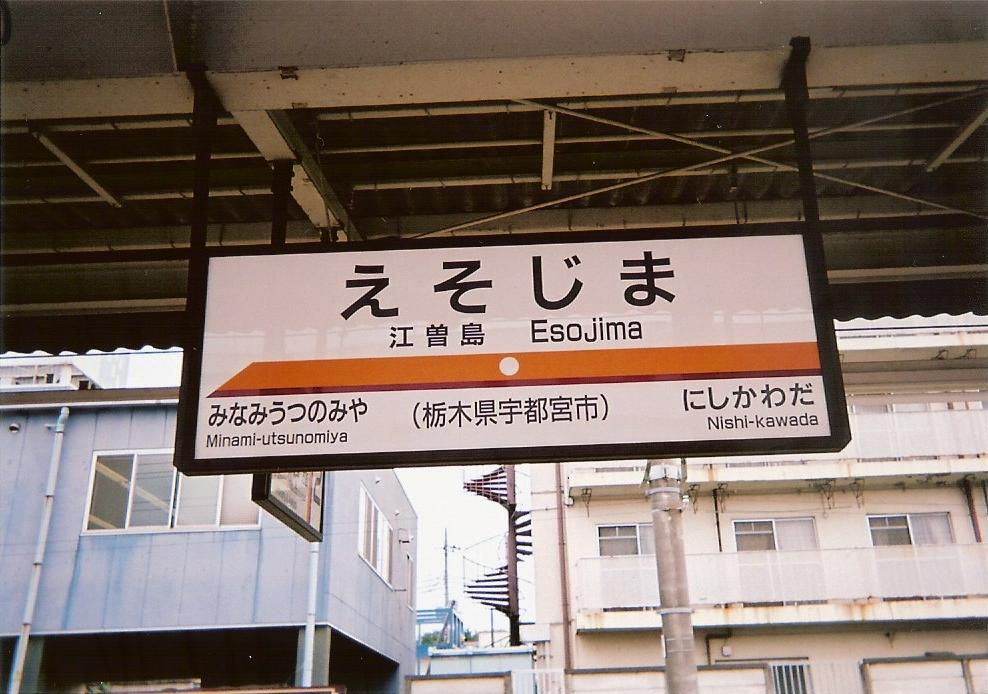
역명판(역번호가 부여되기 전 모습, 2006년)

## 인접역
| 도부 철도 우쓰노미야 선      | 도부 철도 우쓰노미야 선 | 도부 철도 우쓰노미야 선                     |
| ---------------------------- | ----------------------- | ------------------------------------------- |
| TN 37 니시카와다 도치기 방면 |                         | 미나미우쓰노미야 TN 39 도부 우쓰노미야 방면 |